# ستانلي ويلسون (ملحن)
ستانلي ويلسون (بالإنجليزية: Stanley Wilson)‏ هو موزع وملحن أمريكي، ولد في 25 نوفمبر 1915 في نيويورك في الولايات المتحدة، وتوفي في 12 يوليو 1970 في أسبن في الولايات المتحدة.

## وصلات خارجية
- ستانلي ويلسون على موقع IMDb (الإنجليزية)
- ستانلي ويلسون على موقع ديسكوغز (الإنجليزية)
- ستانلي ويلسون على موقع قاعدة بيانات الفيلم (الإنجليزية)